# هیمه‌جی، هیوگو

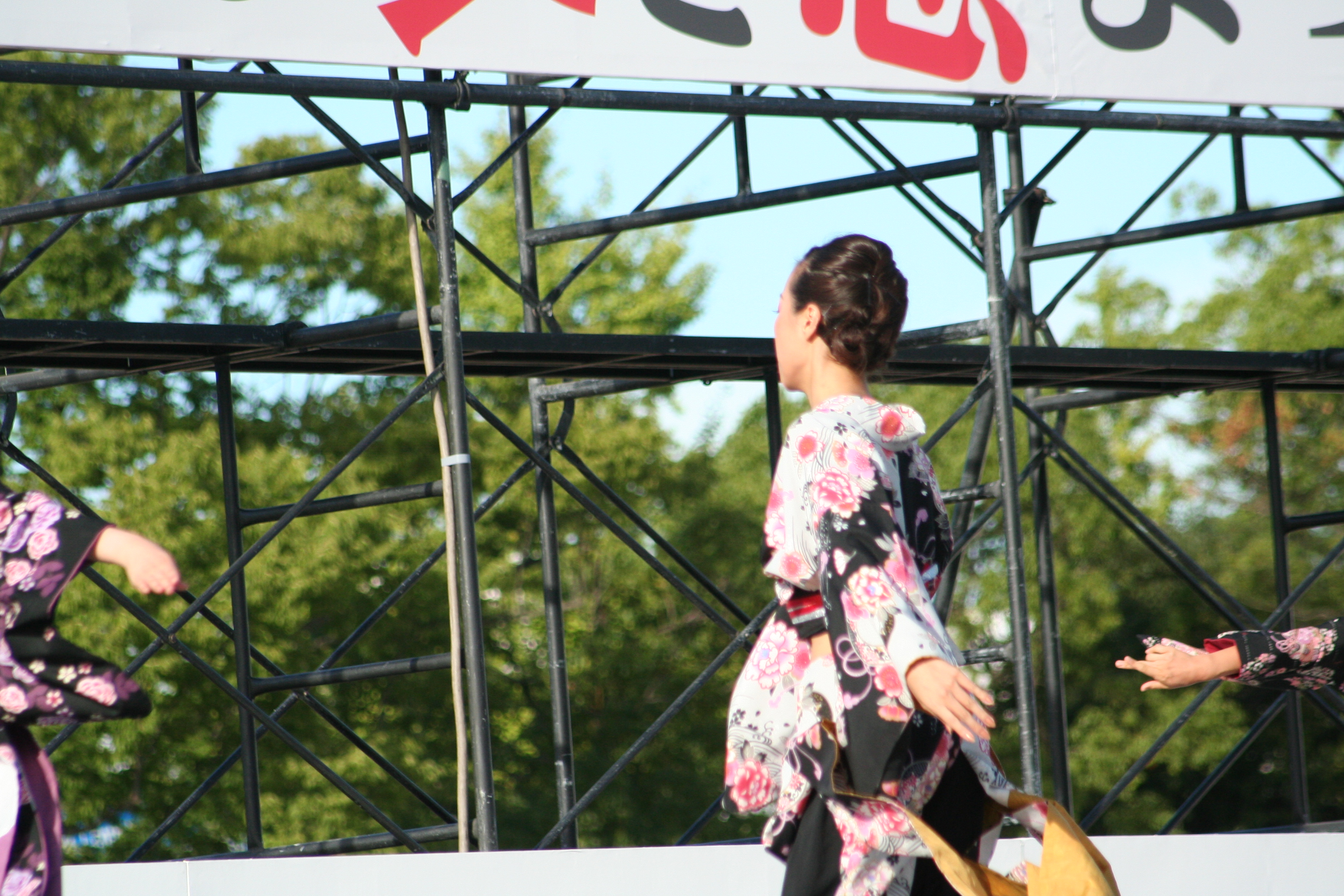
2010 اوت 8. قلعه جشنواره. Yosakoi رقص.

هیمه‌جی(انگلیسی:Himeji Castle) در استان هیوگو در کشور ژاپن واقع شده‌است که دارای جمعیت ۵۳۶٬۱۷۰ نفر و مساحت ۵۳۴٫۲۷ کیلومتر مربع با تراکم جمعیت ۱٬۰۰۴ نفر در کیلومترمربع است و در تاریخ ۴ ژانویه ۱۸۹۹ به عنوان شهر شناخته شد.